# Agylla nochiza
Agylla nochiza là một loài bướm đêm thuộc phân họ Arctiinae, họ Erebidae.